# SHAMS
Shams è il secondo album dei Kunsertu registrato a Genova e pubblicato nel 1989, prodotto dalla etichetta New Tone Records.

## Tracce
1. Nadett - (musica di Maurizio "Nello" Mastroeni. Copyright 1989 by Peermusic Italy srl / I.N.C. Il Nostro Concerto srl edizioni musicali) 4:22
2. Bibel Shbat - (musica di Maurizio "Nello" Mastroeni. Copyright 1989 by Peermusic Italy srl / I.N.C. Il Nostro Concerto srl edizioni musicali) 3:57
3. Shamsac - (musica di Maurizio "Nello" Mastroeni. Copyright 1989 by Peermusic Italy srl / I.N.C. Il Nostro Concerto srl edizioni musicali) 3:29
4. Tarantata - (musica di M. Mastroeni - Copyright 1989 by Peermusic Italy srl / I.N.C. Il Nostro Concerto srl edizioni musicali) 4:27
5. Mokarta - (musica di Maurizio "Nello" Mastroeni - Copyright 1989 by Peermusic Italy srl / I.N.C. Il Nostro Concerto srl edizioni musicali)5:28
6. Cocktail - (musica di Maurizio "Nello" Mastroeni. Copyright 1989 by Peermusic Italy srl / I.N.C. Il Nostro Concerto srl edizioni musicali) 5:11
7. El Damir - (musica e testo di Maurizio "Nello" Mastroeni. Copyright 1989 by Peermusic Italy srl / I.N.C. Il Nostro Concerto srl edizioni musicali) 3:44
8. Passu Torrau - (musica di Maurizio "Nello" Mastroeni. Copyright 1989 by Peermusic Italy srl / I.N.C. Il Nostro Concerto srl edizioni musicali) 5:58
9. Afro - (musica e testo di Maurizio "Nello" Mastroeni. Copyright 1989 by Peermusic Italy srl / I.N.C. Il Nostro Concerto srl edizioni musicali) 5:06
10. Isola - (musica di Maurizio "Nello" Mastroeni - Copyright 1989 by Vivaio edizioni musicali) 4:54